# Zdenko Čepič
Zdenko Čepič, slovenski zgodovinar, * 9. avgust 1952, Ljubljana.

## Življenje in delo
Zdenko Čepič, sin novinarja Mirka Čepiča, je na ljubljanski Filozofski fakulteti leta 1977 diplomiral iz zgodovine in prav tam 1993 tudi doktoriral. Leta 1977 se je zaposlil na Inštitutu za novejšo zgodovino v Ljubljani, od 1999 kot višji znanstveni sodelavec. Kot prvi med slovenskimi zgodovinarji, ki je znanstveno preučeval gospodarsko politiko po 2. svetovni vojni, še prav posebej se je posvetil obdobju do 1953  (Agrarna reforma in kolonizacija v Sloveniji. 1945-1948). Leta 1991 je postal glavni urednik znanstvene revije Prispevki za novejšo zgodovino.